# Светлозар Николов
Светлозар Николов (буг. Светлозар Николов; Пловдив, 8. март 2000) бугарски је пливач чија специјалност су трке мешовитим стилом на 100 и 200 метара.

## Спортска каријера
На светским сениорским такмичењима дебитовао је на светском првенству у малим базенима 2018. у Хангџоу, а ни у једној од четири трке у којима је учестовао није успео да се пласира у финале.
На светском првенству у Квангџуу 2019. такмичио се у две дисциплине, у трци на 200 мешовито заузео је 37. место са временом 2:04,99 минута, док је на 400 мешовито био 27. са резултатом од 4:26,88 минута.